# Белый Яр (село, Ачинский район)
Бе́лый Яр — село в Ачинском районе Красноярского края России. Административный центр сельского поселения Белоярский сельсовет.

## География
Расположено в 15 км к западу от райцентра, города Ачинска, на левом берегу реки Чулым, по южной стороне федеральной автомагистрали Р255 «Сибирь», в ста метрах севернее которой, параллельно ей, проходит Транссибирская железнодорожная магистраль (платформа Белый Яр).

## Население
| 1989 | 2002  | 2010 |
| ---- | ----- | ---- |
| 1168 | ↘1046 | ↘948 |

Гендерный состав
По данным Всероссийской переписи населения 2010 года 451 мужчина и 497 женщин из 948 чел.

## Инфраструктура
Средняя общеобразовательная школа, детский сад, фельдшерско-акушерский пункт.